# Bruce Dern
Bruce MacLeish Dern, född 4 juni 1936 i Chicago i Illinois, är en amerikansk skådespelare. 

## Biografi
Bruce Dern hoppade av högskolestudierna för att istället satsa på en skådespelarkarriär. Efter en del roller på Broadway gjorde han filmdebut 1960 i Vredens flod. Han medverkade sedan i en rad TV-serier och i en av dem, Alfred Hitchcock Presents, spelade han en psykopat, en roll han huvudsakligen fick ta i många filmer därefter. 1978 nominerades han för en Oscar för sin roll i Hemkomsten. 2013 utsågs Dern till Bästa manliga skådespelare vid Filmfestivalen i Cannes för sin roll i Alexander Paynes Nebraska.

## Släktskap
Bruce Derns farfar George Dern var under en tid guvernör i Utah och hans morbror var poeten Archibald MacLeish. 
Bruce Dern är far till skådespelaren Laura Dern.

## Filmografi i urval
- 1960 – Vredens flod
- 1964 – Marnie
- 1964 – Hysch, hysch, Charlotte!
- 1966 – De vilda änglarna
- 1967 – Tripp till helvetet
- 1967 – Chikago-massakern
- 1967 – Den vildaste, vilda, vilda västern
- 1968 – Häng dom högt
- 1968 – Helvetesgänget
- 1968 – Will Penny
- 1969 – När man skjuter hästar så...
- 1969 – Akta're för sheriffen
- 1969 – Fästningen i Ardennerna
- 1969 – Djävulsligan
- 1970 – Bloody Mama
- 1970 – Rebellerna
- 1971 – The Incredible Two-Headed Transplant
- 1971 – Kör sa han
- 1972 – Den tysta flykten
- 1972 – Kungen av Marvin Gardens
- 1972 – Cowboys
- 1972 – Thumb Tripping
- 1973 – Den skrattande polisen
- 1974 – Den store Gatsby
- 1975 – Uppbådet
- 1975 – Smile
- 1976 – Arvet
- 1976 – Borgarklassens galenskaper
- 1977 – Svart Söndag
- 1978 – Driver
- 1978 – Hemkomsten
- 1980 – En tjej för mycket
- 1981 – Tattoo
- 1982 – That Championship Season
- 1985 – Toughlove
- 1986 – Spring för livet
- 1987 – Med livet som insats
- 1987 – Onkel Toms stuga
- 1988 – 1969
- 1988 – World Gone Wild
- 1989 – En djävul till granne
- 1989 – Trenchcoat in Paradise
- 1990 – After Dark, My Sweet
- 1990 – Rättegången mot Jackie Robinson
- 1991 – Carolinamorden
- 1991 – Badlands
- 1992 – Midnight Sting
- 1993 – It's Nothing Personal
- 1994 – Dead Man's Revenge
- 1994 – The Final Flight
- 1995 – Rosemarys sista önskan
- 1996 – Last Man Standing
- 1996 – Titta vi dyker
- 1998 – Ett perfekt offer
- 1999 – The Haunting
- 1999 – Hard Time II
- 1999 – If... Dog... Rabbit
- 2001 – The Glass House
- 2001 – Madison
- 2003 – Masked and Anonymous
- 2003 – Milwaukee, Minnesota
- 2003 – Monster
- 2003 – Hard Ground
- 2005 – Down in the Valley
- 2005 – The Hard Easy
- 2006 – Believe in Me
- 2006–2011 – Big Love (TV-serie)
- 2007 – The Astronaut Farmer
- 2007 – The Cake Eaters
- 2008 – Chatham
- 2008 – Swamp Devil
- 2009 – The Hole
- 2009 – The Lightkeepers
- 2009 – American Cowslip
- 2010 – Choose
- 2011 – Twixt
- 2011 – Inside Out
- 2012 – Django Unchained
- 2013 – Nebraska
- 2015 – The Hateful Eight
- 2017 – The Last Kennedy
- 2019 – Once Upon a Time in Hollywood
- 2019 – The Peanut Butter Falcon